# Phyllolabis ghilarovi
Phyllolabis ghilarovi is een tweevleugelige uit de familie steltmuggen (Limoniidae). De soort komt voor in het Palearctisch gebied.